# Gaius Cornelius Cethegus (Konsul)
Gaius Cornelius Cethegus war ein Politiker der römischen Republik.
Cethegus war 200 v. Chr. Prokonsul in Spanien und wurde für das folgende Jahr in Abwesenheit zum Ädil gewählt. In diesem Amt richtete er prächtige Spiele aus. Während seines Konsulats 197 v. Chr. kämpfte er erfolgreich in Gallia Cisalpina gegen die Insubrer und Cenomanen und erhielt einen Triumph. Er wurde für 194 v. Chr. zum Zensor gewählt. Ende des Jahres 193 v. Chr. vermittelte er zusammen mit Scipio Africanus und Marcus Minucius Rufus zwischen Massinissa und Karthago.